# 華々つぼみ
華々 つぼみ（はなばな つぼみ、1992年10月25日 - ）は、日本の漫画家、イラストレーター。高知県出身。旧ペンネームは華々。代表作に『放課後アトリエといろ』、『コドクの中のワタシ』など。

## 略歴
2009年6月、高校生コミックイラストコンテストにおいてグランプリを獲得。次いで同年8月にスニーカーイラストコンテストでpixiv賞を受賞。これらがきっかけで、角川書店の雑誌『ザ・スニーカー』などでイラストレーターとして活動を開始する。
2010年7月、高校生マンガ・コミックイラストコンテスト2010において、イラスト部門で準グランプリ、マンガ部門で優秀賞をそれぞれ受賞。同年10月、第3回角川漫画新人賞において、『放課後アトリエといろ』が佳作およびコンプティーク & コンプエース特別賞をW受賞。同作はその後『コンプティーク』などで連載が開始される。
2012年3月より『まんがタイムきらら』でも連載開始。
現在ではpixivの他に、ニコニコ動画とニコニコ静画にも自作の動画や過去に書いたイラストを投稿している。
施川ユウキのファンであり心の師と仰いでいる。左利き。
コンプティークに『TYPE-MOON学園 ちびちゅき!』を連載していたが、2020年10月号以降休載しており、Twitterの更新も同年11月以降停止している。

## 受賞歴
- 2009年
  - 6月 高校生コミックイラストコンテスト（日本工学院・pixiv・WACOM共催） - グランプリ[7]
  - 8月 スニーカーイラストコンテスト（ザ・スニーカー・pixiv共催） - pixiv賞[8]
- 2010年
  - 2月 青春☆こんぶパッケージイラストコンテスト（藤田昆布加工場主催） - 最優秀賞[9]
  - 7月 高校生マンガ・コミックイラストコンテスト2010（日本工学院・pixiv・WACOM共催） - イラスト部門：準グランプリ、マンガ部門：優秀賞[10]
  - 10月 第3回角川漫画新人賞 - 『放課後アトリエといろ』佳作およびコンプティーク&コンプエース特別賞受賞[11]
  - 12月 第4回REXコミック大賞 - 『イヴに願いを』ストーリー部門入選[12]

## 作品リスト

### 漫画
- 『放課後アトリエといろ』 - 『コンプティーク』（角川書店）2010年12月号より2013年7月号まで連載。『コンプエース』（同左）でも2011年3月号から2013年4月号まで連載されていた。
  1. 2011年12月26日第1刷発行、ISBN 978-4-04-120042-1
  2. 2012年03月26日第1刷発行、ISBN 978-4-04-120200-5
  3. 2012年07月26日第1刷発行、ISBN 978-4-04-120315-6
  4. 2013年05月25日第1刷発行、ISBN 978-4-04-120726-0

  - 「放課後娘タイプ」 - 『娘TYPE』（角川書店）2013年12月号より、読者ページの1コーナーとして連載中。「放課後アトリエといろ」のメンバーが登場する。
- 『コドクの中のワタシ』 - 『まんがタイムきらら』（芳文社）2012年4月号から2015年5月号まで連載。
  1. 2013年5月27日第1刷発行、ISBN 978-4-8322-4306-4
  2. 2014年4月26日第1刷発行、ISBN 978-4-8322-4434-4
  3. 2015年6月11日第1刷発行、ISBN 978-4-8322-4571-6
- 『TYPE-MOON学園 ちびちゅき!』（原作：TYPE-MOON） - 『コンプティーク』2013年10月号より連載、2020年10月号以降休止中。
  1. 2014年7月10日第1刷発行、ISBN 978-4-04-101731-9
  2. 2014年12月10日第1刷発行、ISBN 978-4-04-102291-7
- 『宮河家が満腹!?』（原作：美水かがみ） - 『コンプエース』2013年11月号から2014年5月号まで連載。
  1. 2014年7月10日第1刷発行、ISBN 978-4-04-101745-6
- 『きらきら☆スタディー〜絶対合格宣言〜』 - 『まんがタイムきらら』2015年6月号から2018年8月号まで連載。
- 『クロちゃん家の押入れが使えない理由(わけ)』 - 『コミックキューン』2015年10月号から2018年3月号まで連載。
- 青春☆こんぶ - Webコミック。「青春☆こんぶ」公式サイトにおいて第1期全21話が公開中。2012年3月〜。第2期22話からグッズ化販売。

### 挿絵・イラスト
- 『ザ・スニーカー』 - 2009年12月号〜2011年6月号、奥付イラストを各号1点掲載。2010年2月号〜6月号、築地俊彦著『ほまれサーベイヤーズ』挿絵を担当。
- 『pixiv girls collection2011』（コアマガジン） - イラスト1点を掲載
- 『Fate/Zero コミックアラカルト 群雄編』（角川書店／角川グループパブリッシング） - イラスト1点を掲載
- 『ERIMO MAGAZINE』（えりも観光協会） - イラスト3点を掲載
- 『あっちこっち アンソロジーコミック』（芳文社） - カバーイラスト（裏側）を担当
- 『ひだまりスケッチ アンソロジーコミック5巻』（芳文社） - カラーイラスト1点を掲載
- 『魔法少女まどか☆マギカ 4コマアンソロジーコミック2巻』（芳文社） - カラーイラスト1点を掲載
- 第22回全国高等学校漫画選手権大会〜まんが甲子園〜 - ポスターイラストを担当
- 『ジーククローネ絶対防衛レヴィアタン』（GREE） - イラスト1点
- 『魔法少女まどか☆マギカ 4コマアンソロジーコミック3巻』（芳文社） - 4コマ漫画8ページ分を掲載
- 小説『宮河家の空腹』 - 挿絵

### アニメ
- アニメ『ひだまりスケッチ×ハニカム』 - 第4話エンドカードを担当
- アニメ『ニセコイ:』 - 第10話エンドカードを担当
- アニメ『城下町のダンデライオン』 - 第10話エンドカードを担当

### ゲーム
- 『魔装詠唱バトルスター』（GREE） - メインキャラの1人をデザイン。
- 『Fate/Grand Order』（TYPE-MOON） - 一部の概念礼装のイラストを担当。